# تالیامنتو
تالیامنتو (ایتالیایی: [taʎʎaˈmento]) رودی است که در منطقهٔ فریولی در ایتالیا جریان دارد. این رود از کوه‌های آلپ در شمال شرقی ایتالیا سرچشمه می‌گیرد و در نقطه‌ای میان تریسته و ونیز به دریای آدریاتیک می‌ریزد.